# Leptura bocakorum
Leptura bocakorum är en skalbaggsart som beskrevs av Holzschuh 1998. Leptura bocakorum ingår i släktet Leptura och familjen långhorningar. Inga underarter finns listade i Catalogue of Life.